# ドロヘダ攻城戦

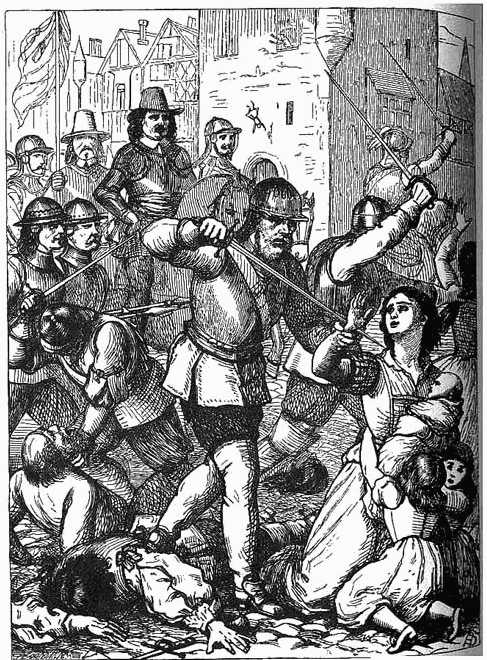
ドロヘダの虐殺

ドロヘダ攻城戦（英：Siege of Drogheda）は、アイルランド東部の都市であるドロヘダで行われた包囲戦。アイルランド同盟戦争（アイルランドにおける三王国戦争）のおきた1640年代に2回の攻城戦が起こっている。
1回目の攻城戦は1641年のアイルランド反乱の際に起きたもので、フェリム・オニールと反乱軍は都市を攻めたが落とすことはできなかった。より有名な2回目の攻城戦はクロムウェルのアイルランド侵略中に起こったもので、オリバー・クロムウェル率いるニューモデル軍は都市を攻め落とし駐留兵を虐殺した。

## 最初の攻城戦（1641年 - 1642年）
ドロヘダの最初の攻城戦は1641年から1642年に行われ、フェリム・オニール率いるカトリック軍はこれを攻め落とそうとしたものの失敗した。

## クロムウェルの攻城戦（1649年）
オリバー・クロムウェルは1649年8月にアイルランドに上陸、イングランド議会に代わってアイルランド再占領を開始した。その頃ドロヘダはアーサー・アーストン率いる王党派（国王派）とアイルランド・カトリック同盟の部隊がこれを守備していた。その総数は3,100人程度で、おおざっぱな内訳としては半分はイングランド人、もう半分はアイルランド人であった。クロムウェルは有していた軍18,000のうち12,000、さらに攻城用の48ポンド重砲11門をドロヘダに差し向けた。
イングランド内戦中、クロムウェルは議会派で特に騎兵隊（鉄騎隊）の優れた指揮官として知られるようになっていたが、攻城戦においても経験豊富であった。たとえば彼は1645年にベイジング・ハウスの攻略（en）を指揮しており、ここはその年にクロムウェルが落とした一連の国王派拠点のうちの一つであった。この他にも多くの攻城戦を指揮しており、ペンブルック城は7週間の包囲戦（en）の後1648年に攻略し、ポンテフラクト城（en。ここは「王国内最強の国内駐留軍の一つ」とされていた）もその年の後半に攻略している。
クロムウェルはドロヘダに留まる余裕はなかったため、長い期間包囲を敷いて降伏させるという策は選択肢になく、リスクは高いが早い選択肢である都市への強襲を選択した。クロムウェルは軍をボイン川の南岸に配置したがこれは攻撃を集中するためで、彼は北部から都市に補給が入ることは憂慮していなかった。加えて議会派の艦隊が港を封鎖した。
9月10日月曜日、クロムウェルは国王派の知事であるアーストンに手紙を送り、それにはこう書かれていた。

拝啓、イングランド議会軍をこの場に配置し続けているのは服従させるためでありますが、上記のことを私みずからあなたに勧めるのが適当であると考えました。もしこれを拒絶するなら、あなたには私を非難することはできません。私はあなたの答えを期待しています、敬具—O. Cromwell
当時の戦争ルールでは、もし降伏を拒否し駐留軍が攻撃に出た場合守備兵は殺されるものであった（包囲戦で城壁を突破し攻撃したのちの降伏を受け入れるかは、攻め手の裁量 (en) に任せられた）。従って、戦いの際にクロムウェルの手紙で言い渡されたことは明白である。
アーストンが降伏を拒否したためクロムウェルは砲撃を開始した。翌日の9月11日、キャノン砲は長距離から中世以来の市壁を砲撃し2か所を破り、クロムウェルは攻撃を命じた。突破口からクロムウェルの部下が攻撃する前には2度の議会派部隊の攻撃が退けられていた。
国王派が降伏を拒否したのでクロムウェルは、彼の言葉によれば「戦いの最中、彼ら（彼の兵士）に、都市内で武装しているいかなるものへの助命は禁止した」という。駐留軍は虐殺され、都市内で見つかったカトリック聖職者もやはり虐殺された。
都市に侵入した後、ニューモデル軍兵士は通りから守備兵を追いかけ、彼らが逃げたためそれらを殺害した。守備隊の一群はミルマウント・フォート（en）に立てこもり、東門が持ちこたえている一方で都市の残りが略奪にあっているのを目にした。彼らは降伏が協議されたが武器を取り上げられ殺害された。もう1つの一団は聖ピーター教会（ドロヘダの北端に位置していた）にいたが、ジョン・ヒューソン（en）率いる兵士が教会に火を放ったため焼死した。伝えられるところによると、アーストンは自身の木製義足で殴り殺されたといわれ、ニューモデル軍兵士はこの中に金が隠されていると思っていたという。後のジャコバイトのティアコネル伯リチャード・タルボットは、略奪から生き延びた数少ない駐留軍の一員であった。
150ほどの議会派兵士がこの戦いで死亡し、少数の生き残った国王派兵はバルバドスへ追放された。クロムウェルは9月16日にこう記している。「私たちはすべての守備兵を始末したと私は信じています。私は全体のうち30人ほども生き延びたとは思っていません。そうしたものはバルバドスのために安全に拘置しました」。ジョン・ヒューソン大佐は「塔の中には200人ほどがいるが、それらは将軍がたの慈悲を与えられ、ほとんどが彼らの命をとりとめバルバドスに送られる」と書いているが、この囚人200人は国王派と考えられるものと一致している。いくつかの記事ではドロヘダ陥落後の混乱の中で死亡した市民はわずか700人であると主張しているが、ほかの記事ではもっと多い。しかしながら、ジョン・バラットの2009年『イングランド内戦の攻城戦』では「実際のところ、市民の大半は戦闘に参加したという証拠がなく…さらに、多くが殺されたという両陣営の信頼に足る記録もない。...議会派軍は自軍150人、そのほか3500人の死者と見積もった。後者の数字はドロヘダの駐留軍の数とほぼ正確に一致する」と著している。

## クロムウェルの行動に関する議論
この虐殺はアイルランドにおいて悪名高く、続くクロムウェルの次なる行為、ウェックスフォードの略奪（en）とともに強く記憶されている。
クロムウェルは2つの方向からこの虐殺を正当化した。1つ目は、彼は「多くの罪なき人の血に染まった手を持つ、これら哀れな野蛮人への神による正義の判断」と主張した。言い換えれば、彼の行動は1641年のイングランド人とスコットランド人のプロテスタント虐殺への正当な報復であった。しかし、ドロヘダは1641年には陥落しなかったのに加え、またその年以降に続くアイルランド・カトリック同盟軍の兵ではなかったことから、この主張は説得力のあるものとはいえない。カトリック同盟軍が最初にドロヘダ入城を認められ到着したのは1649年で、カトリック同盟とイングランド国王派との同盟の一環であった。したがってドロヘダは、プロテスタント市民虐殺の原因とは決して考えられていない。
第2に、彼はそのような厳しい仕打ちは将来の抵抗とさらなる犠牲を防いだと主張した。クロムウェル側の動機としては中でも、終わりの見えない包囲戦で兵と時間を消耗することができないことにあった。これは条約に基づいて降伏したニューロス（en）、カーロー（en）、キルケニーやそれに続く都市では一定の効果があったかもしれない。加えて、国王派の司令官であったオーモンド侯ジェームズ・バトラーは、クロムウェル兵の恐怖が自身の指揮に影響を与えていること、それにより兵たちに防衛を行わせるのに苦労していることを記している。一方で、ウォーターフォード、ダンカノン (en) 、リムリックやゴールウェイといった都市は断固とした抵抗ののちに降伏しており、ドロヘダにおけるクロムウェルの恐ろしさは国王派の士気を下げる効果は全くなかったことを示している。
クロムウェル自身は、ドロヘダにおいて軍が市民を殺したことについて、「武装した」ものだけを殺したと否定した。幾人かの歴史家における最近の分析では、クロムウェルの命令は当時の標準からしては例外的に残酷とはいえず、防御を固めた都市が降伏を拒否しその後攻め落とされた場合、慈悲を得る権利はなかった。地元のアマチュア歴史家であるトム・ライリーは、ドロヘダにおいて非武装の市民が殺されたという証拠がないとさらに論を進めた。そして、その虐殺のストーリーは、国王派と後のアイルランド人カトリック聖職者、そしてナショナリストによって長年にわたって行われてきた根拠のない主張であるとした。しかしほとんどのプロの歴史家は、ドロヘダの略奪で多数の市民が死亡したことは認めている。雑誌「ヒストリー・アイルランド (History Ireland)」のユージン・コイル（Eugene Coyle）による書評でもこの見方を退けている。
彼（ライリー）の主な命題である、クロムウェルはドロヘダやウェックスフォードで命を奪う道徳的な権利はなかっただろうが『しかし、彼の側からすればしっかりした規則を持っていたのは疑いない』、というのは考査に耐えられないものであり...—Eugene Coyle
His general thesis that Cromwell may well have had no moral right to take the lives at Drogheda or Wexford 'but he certainly had the law firmly on his side' does not stand up to examination ... .—Eugene Coyle
歴史家のIan Genitlesは彼の本『New Model Army』で『公的な記録によれば、3100人の兵士が都市におり、うち2800人と、加えて多くの市民と見つかった修道士みなが殺された。最終的な死者数はこのようになるだろう...3500の兵士、市民そして聖職者。According to official estimates there were 3100 soldiers in the town, of whom 2,800 were killed, as well as many inhabitants and every friar that could be found. The final toll may thus have been... 3,500 soldiers, civilians and clergy』と記している。

## 関連文献
- Churchill, Winston. The curse of Cromwell, vol. 41, no. 21, Life, 19 November 1956
- Gentles, Ian. The New Model Army, Cambridge 1994,  ISBN 0-631-19347-2
- Keegan, John &  Ohlmeyer, Jane (editors). 'The Civil Wars, Oxford 1998.    ISBN 0-19-866222-X
- Lenihan, Padraig. Confederate Catholics at War, Cork 2001, ISBN 1-85918-244-5
- Scott Wheeler, James. Cromwell in Ireland, Dublin 1999, ISBN 978-0-7171-2884-6
- Hill, Christopher. God's Englishman: Oliver Cromwell and the English Revolution, New York 1970.  ISBN 978-0-14-021438-3.